# Championnat du monde de badminton par équipes masculines 2008
Navigation
Sendai et Tokyo 2006 Kuala Lumpur 2010
La 25e édition du championnat du monde de badminton par équipes masculines, appelé également Thomas Cup, a eu lieu du 11 au 18 mai 2008 à Jakarta en Indonésie.
La Chine remporte la compétition pour la 7e fois (3e victoire consécutive).

## Format de la compétition
57 nations participent à la Thomas Cup. À l'issue d'une phase de qualifications continentales, 10 équipes accèdent à la phase finale où elles sont rejointes par le tenant du titre et le pays organisateur qui sont qualifiés d'office.
Ces 12 nations sont placées dans 4 poules de 3 équipes, en fonction du classement mondial des joueurs qui les composent. Les 3 équipes s'affrontent sur 2 jours.
Le 1er de chaque poule est qualifié directement pour les quarts de finale, les 8 autres équipes jouent des play-offs pour attribuer les 4 places restantes.
Chaque rencontre se joue en 5 matches : 3 simples et 2 doubles qui peuvent être joués dans n'importe quel ordre (accord entre les équipes).

## Qualifications
| Confédération          | Afrique                                                    | Amériques                      | Asie | Europe | Océanie                    |
| ---------------------- | ---------------------------------------------------------- | ------------------------------ | --- | --- | -------------------------- |
| Date                   | 18 au 22 février                                           | 16 au 18 février               | 18 au 24 février | 12 au 17 février | 8 février                  |
| Lieu                   | Rose Hill                                                  | Campinas                       | Hô Chi Minh-Ville | Almere | Nouméa                     |
| Nombre de participants | 7                                                          | 4                              | 14 | 30 | 2                          |
| Pays participants      | Afrique du Sud Égypte Kenya Ouganda Zambie Nigeria Maurice | Brésil Canada États-Unis Pérou | Cambodge Corée du Sud Hong Kong Inde Japon Macao Malaisie Pakistan Philippines Singapour Sri Lanka Taipei chinois Thaïlande Viêt Nam | Allemagne Angleterre Autriche Belgique Bulgarie Danemark Écosse Espagne Estonie Finlande France Grèce Hongrie Irlande Islande Israël Italie Lituanie Norvège Pays-Bas Pays de Galles Pologne Portugal Tchéquie Russie Slovaquie Suède Suisse Turquie Ukraine | Australie Nouvelle-Zélande |
| Qualifié(s)            | Afrique du Sud                                             | Canada                         | Corée du Sud Japon Malaisie Thaïlande                                                                                                | Allemagne Angleterre Danemark | Nouvelle-Zélande           |

## Tournoi final

### Localisation de la compétition
Les épreuves se sont déroulées au Senayan Sports Complex de Jakarta.

### Participants
Les pays sont qualifiés à l'issue de compétitions continentales. Le tenant du titre et le pays hôte sont qualifiés d'office.
| Confédération   | Qualifié(s)                           |
| --------------- | ------------------------------------- |
| Asie            | Malaisie Thaïlande Japon Corée du Sud |
| Afrique         | Nigeria                               |
| Europe          | Danemark Angleterre Allemagne         |
| Océanie         | Nouvelle-Zélande                      |
| Amérique        | Canada                                |
| Tenant du titre | Chine                                 |
| Pays hôte       | Indonésie                             |

### Phase préliminaire
3 matches sont joués dans chaque poule respectivement les 11 et 12 mai, causant ainsi une controverse puisque certaines équipes ont joué deux matches le même jour (cf. ci-dessous).
| Qualifié pour les quarts de finale |

### Phase finale

#### Tableau final
|  | Play-offs    | Play-offs    |                  |              | Quarts de finale | Quarts de finale |        |        | Demi-finales | Demi-finales |  |  | Finale | Finale |
|  |              |              |                  |              |                  |                  |        |        |              |              |  |  |        |        |
|  |              |              |                  |              | 14 mai           |                  |        |        |              |              |  |  |        |        |
|  | 13 mai       |              |                  |              |                  |                  |        |        |              |              |  |  |        |        |
|  | Chine        | 3            |                  |              |                  |                  |        |        |              |              |  |  |        |        |
|  | Chine        | 3            | Nouvelle-Zélande | 0            | 16 mai           | 16 mai           |        |        |              |              |  |  |        |        |
|  |              | Thaïlande    | Nouvelle-Zélande | 0            | 16 mai           | 16 mai           | 0      |        |              |              |  |  |        |        |
|  | Thaïlande    | Thaïlande    | 3                |              | Chine            | 3                | 0      |        |              |              |  |  |        |        |
|  | Thaïlande    |              | 3                |              |                  | 3                |        |        |              |              |  |  |        |        |
|  |              |              |                  | Malaisie     | 2                |                  |        |        |              |              |  |  |        |        |
|  | Malaisie     | 3            |                  | Malaisie     | 2                |                  |        |        |              |              |  |  |        |        |
|  | Malaisie     | 3            | Japon            | 3            |                  |                  | 18 mai | 18 mai |              |              |  |  |        |        |
|  |              | Japon        | Japon            | 3            | 0                |                  | 18 mai | 18 mai |              |              |  |  |        |        |
|  | Allemagne    | Japon        | 2                |              | 0                | Chine            | 3      |        |              |              |  |  |        |        |
|  | Allemagne    |              | 2                |              |                  | Chine            | 3      |        |              |              |  |  |        |        |
|  |              |              |                  | Corée du Sud | 1                |                  |        |        |              |              |  |  |        |        |
|  | Danemark     | 2            |                  | Corée du Sud | 1                |                  |        |        |              |              |  |  |        |        |
|  | Danemark     | 2            | Canada           | 0            |                  |                  |        |        |              |              |  |  |        |        |
|  |              | Corée du Sud | Canada           | 0            | 3                |                  |        |        |              |              |  |  |        |        |
|  | Corée du Sud | Corée du Sud | 3                |              | 3                | Corée du Sud     | 3      |        |              |              |  |  |        |        |
|  | Corée du Sud |              | 3                |              |                  | Corée du Sud     | 3      |        |              |              |  |  |        |        |
|  |              |              |                  | Indonésie    | 0                |                  |        |        |              |              |  |  |        |        |
|  | Indonésie    | 3            |                  | Indonésie    | 0                |                  |        |        |              |              |  |  |        |        |
|  | Indonésie    | 3            | Angleterre       | 3            |                  |                  |        |        |              |              |  |  |        |        |
|  |              | Angleterre   | Angleterre       | 3            | 0                |                  |        |        |              |              |  |  |        |        |
|  | Nigeria      | Angleterre   | 0                |              | 0                |                  |        |        |              |              |  |  |        |        |
|  | Nigeria      |              | 0                |              |                  |                  |        |        |              |              |  |  |        |        |

## Controverses
La plupart des équipes ont été mécontentes de la décision de la Fédération mondiale de badminton de faire jouer certaines nations deux fois dans une même journée. C'était le cas de l'équipe féminine d'Indonésie qui a menacé de se retirer de la compétition si l'organisation restait en l'état. Sous la pression, les organisateurs ont cédé.
Une autre controverse ayant pris forme au cours du tournoi est la décision de l'équipe masculine de Corée du Sud de laisser filer ses matches de poule pour avoir une meilleure position dans la phase finale. Ils ont perdu 4 à 1 leurs deux rencontres contre l'Angleterre et la Malaisie et ont admis ensuite avoir joué pour perdre,. Malgré cela, l'entraîneur coréen a nié toute faute de la part de son équipe et a mis cela sur le compte du format de la compétition. Cette controverse a obligé la Fédération mondiale de badminton a rééxaminer les règles et le format des futurs tournois.